# Georg von Oettl
Georg von Oettl, né le 26 janvier 1794 à Gengham et mort le 2 février 1866 à Eichstätt, est un prélat allemand, notamment évêque d'Eichstätt entre 1846 et 1866.

## Biographie
Issu d'une famille modeste, il effectue des études de philosophie et de théologie à Salzbourg. Ordonné prêtre en 1817, il devient coadjuteur de Markt Schwaben. En 1820, il est nommé professeur de religion des enfants du roi Louis Ier de Bavière. Il est anobli par ce dernier.
En 1846, il est nommé évêque d'Eichstätt. Devenu aveugle en 1857, il meurt d'un accident vasculaire cérébral en 1866.